# Maison des ducs de Brzeg
 (août 2021).

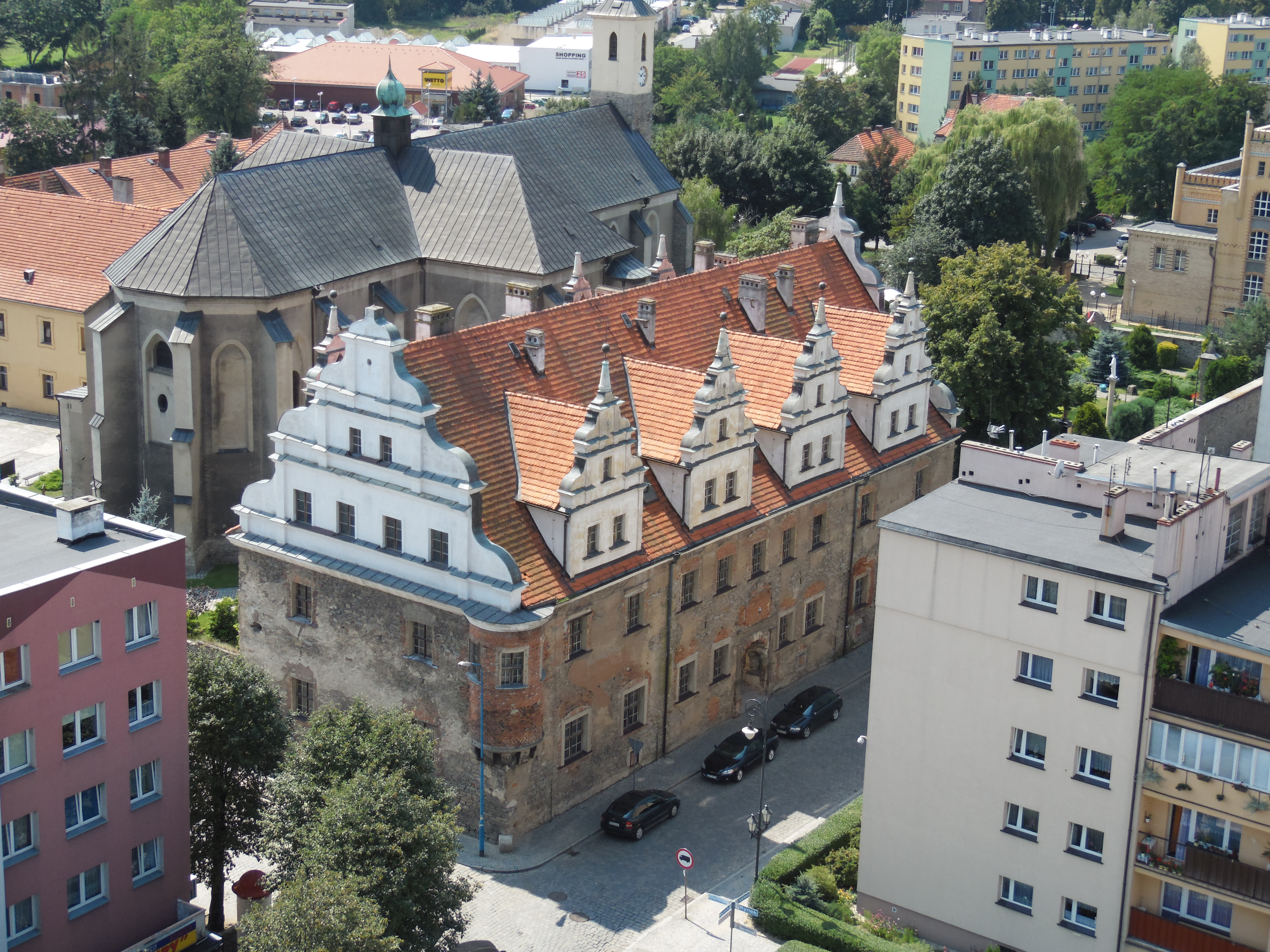
Vue depuis la tour de l'hôtel de ville de la maison des ducs de Brzeg

La maison des ducs de Brzeg (en polonais : Dom Książąt Brzeskich) à Strzelin dans le duché de Brzeg a été construit 1605-1606 comme résidence ducale. C'était en même temps le siège du percepteur ducal. Après le passage de la Silésie à la Prusse en 1742, il servit de tribunal de district (royal) de 1826 à 1945. À la fin de la guerre en 1945 il fut détruit et reconstruit vers 1990.

## Histoire
Le bâtiment a été construit dans le style Renaissance par le duc Karl II d'Oels en tant que tuteur de son neveu, le duc Johann Christian de Brzeg. Le constructeur était Hans Lucas, originaire de Liegnitz. Après la majorité du duc Johann Christian en 1609, l'intérieur a été agrandi. Lors d'une rénovation en 1766, le bâtiment a reçu un toit à deux versants. L'intérieur a été transformé en siège du tribunal royal de Prusse en 1826. En 1933, une cage d'escalier a été ajoutée du côté sud.
Pendant les guerres napoléoniennes en 1815, le roi de Prusse Frédéric-Guillaume III et le tsar Nicolas Ier s'y sont rencontrés pour des entretiens dans la maison princière de Strehlen.
Au printemps 1945, l'ancienne maison est en grande partie détruite. Seuls les murs extérieurs ont été conservés. La ruine a été placée sous la protection des monuments en 1983  . La toiture à lucarnes de style Renaissance a été en partie reconstituée librement. Le bâtiment est actuellement vide.

## Architecture
Le bâtiment de deux étages a été construit dans le style Renaissance sur un plan rectangulaire. Le bâtiment a un toit à deux versants avec des lucarnes et des mansardes maniéristes. Les murs extérieurs étaient à l'origine décorés de sgraffites, qui ont été détruits en 1945 et n'ont pas encore été reconstruits. À l'étage supérieur se trouve un grand hall avec une baie vitrée.

## Littérature
- Manuel de Dehio des monuments d'art en Pologne. Silésie. Deutscher Kunstverlag, Munich et autres 2005,  (ISBN 3-422-03109-X), p. 888.

## Liens web
- Histoire et histoire. Vues de la maison des ducs de Brzeg ( polonais )
- ancienne cour royale, dite Maison des ducs de Brieger
- Enregistrements historiques et actuels ainsi que la situation géographique ( polonais )

## Référence
1. ↑  Denkmäler Woiwodschaft Niederschlesien S. 149 (poln.)